# Hilaire Rouelle
Hilaire-Marie Rouelle (Mathieu, 1718 – París, 7 de abril de 1779) fue un químico francés, descubridor de la urea y profesor de otros químicos relevantes.

## Biografía
Hilaire Rouelle, conocido como el Joven para distinguirlo de su hermano, el también químico Guillaume François Rouelle, siguió los pasos de su hermano como farmacéutico y químico, y llega a ser su asistente. En 1742 Guillaume fue nombrado experimentador en el Jardin du Roi de París, donde se convierte en profesor de químicos eminentes como el propio Lavoisier. Cuando Guillaume se retira en 1768 Hilaire le substituye, y se convierte a su vez en un reputado docente, por cuyo laboratorio pasan químicos de toda Europa como Louis Proust, François Chavaneau o Fausto Elhúyar. 
Los hermanos Rouelle introducen muchas ideas novedosas y preparan el terreno para el desarrollo de la química moderna. Hilaire se dedica a aislar y analizar compuestos en los fluidos de vertebrados, descubriendo cloruro cálcico y cloruro sódico en la sangre. En 1773 logra aislar la urea, tanto en la orina humana, como en la de vaca y caballo, siendo con ello el primer metabolito animal en ser aislado en forma cristalina. Su descubrimiento fue un primer asalto contra la teoría del vitalismo, que postulaba que las substancias relacionadas con los seres vivos no procedían de los compuestos químicos ordinarios. La síntesis de la urea por el químico alemán Friedrich Wöhler en 1828 a partir de cianato potásico y sulfato amónico confirmó el rechazo del vitalismo e impulsó el desarrollo de la química orgánica.

## Publicaciones
- ROUELLE, HILAIRE MARIE, "Observations sur l'urine humaine, & sur celles de vache & de cheval, comparés ensemble ; par M. Rouelle, démonstrateur en chimie au Jardin Royal des Plantes", Extrait du journal de médecine, chirurgie, pharmacie, &c. Par M. A. Roux. Novembre 1773.